# Vlad
Vlad (russisch Влад) ist ein russischer und rumänischer männlicher Vorname, der in Rumänien auch als Familienname vorkommt.

## Herkunft und Bedeutung
Vlad ist eine alte Kurzform slawischer Namen, die mit dem Element volod mit der Bedeutung „Herrschaft“ beginnen.

## Namensträger

### Herrscher
Fürsten der Walachei:
- Vlad I. Uzurpatorul
- Vlad II. Dracul (1395–1447)
- Vlad III. Drăculea (~1431–1476)
- Vlad Călugărul
- Vlad cel Tânăr
- Vlad Înecatul
- Vlad Vintilă de la Slatina

### Vorname
- Vlad Chiricheș (* 1989), rumänischer Fußballspieler
- Vlad Filat (* 1969), moldawischer Politiker
- Ottomar Rodolphe Vlad Dracula Prinz Kretzulesco (1940–2007), deutscher Kreistagsabgeordneter
- Vlad Georgescu (* 1966), deutscher Journalist und Autor
- Vlad Miriță (* 1981), rumänischer Pop- und Opernsänger
- Vlad Munteanu (* 1981), rumänischer Fußballspieler

### Familienname
- Dan Vlad (* 1983), rumänischer Rugby-Union-Spieler
- Gabriel Vlad (* 1969), rumänischer Rugby-Union-Spieler
- Ionel Valentin Vlad (1943–2017), rumänischer Ingenieurwissenschaftler und Physiker
- Iulian Vlad (1931–2017), rumänischer Politiker
- Nicu Vlad (* 1963), rumänisch-australischer Gewichtheber
- Remus Vlad (* 1946), rumänischer Fußballspieler und -trainer
- Roman Vlad (1919–2013), rumänisch-italienischer Pianist und Komponist

### Künstlername
- Vlad Kabec (Hans Kolditz; 1923–1996), deutscher Komponist, Arrangeur und Dirigent